# Christoforos Stratos
Christoforos Stratos (griechisch Χριστόφορος Στράτος, * 1924 in Patras; † 15. April 1982) war ein griechischer Politiker, der unter anderem mehrmals Minister sowie Mitglied des Parlaments war.

## Leben
Christoforos Stratos stammte aus der verarmten Präfektur Ätolien-Akarnanien in Westgriechenland und war der Sohn eines Textilkaufmanns, der 1919 Mitgründer des Textilunternehmens Piraiki Patraiki in Patros war. Er absolvierte ein Studium der Rechtswissenschaften an der Nationalen und Kapodistrias-Universität Athen und war als Manager von Piraiki Patraiki tätig, das Mitte der 1950er Jahre zum größten Industrieunternehmen und zweitgrößten Arbeitgeber nach dem Staat wurde. Er engagierte sich in ultrakonservativen Kreisen wie der orthodoxen Kirche und der Pfadfinderbewegung. Gemeinsam mit anderen Industriellen gründete er die Gesellschaft für griechische Studien, eine Denkfabrik für die Entwicklung und Verbreitung konservativ-liberaler Ideen sowie die Bildung eines Netzwerks von Schulen für Analphabeten.
In der Übergangsregierung von Ministerpräsident Konstantinos Dovas fungierte er zwischen dem 20. September und dem 4. November 1961 als Minister für nationale Bildung und Religionsangelegenheiten. 1962 trieb er die Gründung der Griechischen Managementgesellschaft voran, um moderne Techniken der Unternehmensführung in privaten und öffentlichen Unternehmen sowie im öffentlichen Sektor anzuwenden. Das Amt des Ministers für nationale Bildung und Religionsangelegenheiten bekleidete er in der Übergangsregierung von Ministerpräsident Panagiotis Pipinelis vom 17. Juni bis zum 29. September 1963 erneut. Im ersten Kabinett von Ministerpräsident Ioannis Paraskevopoulos übernahm er zwischen dem 30. Dezember 1963 und dem 18. Februar 1964 das Amt als Kommunikationsminister. In der zweiten Regierung von Ministerpräsident Ioannis Paraskevopoulos, die als Übergangsregierung fungierte, war er vom 22. Dezember 1966 bis zum 3. April 1967 erstmals Innenminister. Während der Militärdiktatur (April 1967 bis Juli 1974) engagierte er sich im Widerstand und befand sich deswegen drei Monate in Haft.
Nach der Wiederherstellung der Demokratie wurde Christoforos Stratos als Nachfolger von Georgios Rallis am 26. Juli 1974 Innenminister im Kabinett Konstantinos Karamanlis V und bekleidete dieses Ministeramt bis zu seiner Ablösung durch Panagiotis Zeppos am 9. Oktober 1974. Er trat der am 4. Oktober 1974 von Konstantinos Karamanlis gegründeten liberal-konservativen Nea Dimokratia (ND) bei und wurde für diese bei der Wahl am 17. November 1974 für den Wahlkreis Aitoloαkarnania erstmals zum Mitglied des Parlaments (Βουλή των Ελλήνων) gewählt und gehörte diesem nach seinen Wiederwahlen am 20. November 1977 und am 18. Oktober 1981 bis zu seinem Tode am 15. April 1982 an. Im Kabinett Konstantinos Karamanlis VI bekleidete er vom 21. November 1974 bis zum 28. November 1977 das Amt als Minister für öffentliche Arbeiten. Im darauf folgenden Kabinett Konstantinos Karamanlis VII war er zwischen dem 28. November 1977 und dem 10. Mai 1980 abermals Innenminister und bekleidete das Amt des Innenministers vom 10. Mai 1980 bis zu seiner Ablösung durch Georgios Daskalakis am 17. September 1981 auch im Kabinett Georgios Rallis.

## Veröffentlichungen
- Το Ελληνικόν Πρόβλημα, („Das griechische Problem“), 1958
- Ο Ελεύθερος άνθρωπος και ο 20ος αιών, („Der freie Mann und das 20. Jahrhundert“), 1960
- Οικονομία και Κράτος, („Wirtschaft und Staat“), 1961
- Η Ελλάς και η Ευρώπη, („Griechenland und Europa“), 1961
- Εθνικοί κίνδυνοι και πολιτική Εθνικών ερεισμάτων, („Nationale Risiken und die Politik nationaler Stiftungen“), 1966

## Weblink
- Stratos Christoforos. Profil auf der Homepage des Parlaments (englisch).